# Gazela (Schiff, 1901)
Die 1901 gebaute Schonerbark Gazela ist ein früheres Fischereifahrzeug, das heute in Philadelphia als Museumsschiff und Schulschiff genutzt wird. Sie ist eines der wenigen noch erhaltenen Schiffe der ehemaligen Weißen Flotte Portugals.

## Bau und technische Daten
Die genauen Anfänge des Schiffes liegen im Unklaren: Als Baujahr werden sowohl das Jahr 1883 als auch das Jahr 1901 genannt. Wahrscheinlich wurde beim Bau des Schiffes auf der Werft von J.M. Mendes in Setúbal 1901 Holz des 1883 gebauten Schoners Gazella genutzt. Damit umgingen die Auftraggeber, die Familie Bensaude, eine Regelung des portugiesischen Staates, nach der für die Fischerei auf der Neufundlandbank keine Neubauten, sondern nur vorhandene Fahrzeuge zugelassen wurden. Vielleicht übernahm der Neubau aus dem Jahr 1901 aber auch nur Registrierung der älteren Gazella.
Die Gazela Primeiro ist eine hölzerne Schonerbark (auch als Barkentine bezeichnet) mit bis zu 16 Segeln bei 828 m² Segelfläche getakelt und mit 323,89 BRT bzw. 220,96 NRT vermessen. Sie ist 54,00 m lang, 8,20 m breit und hat 5,20 m Tiefgang. 1938 wurde ein Mannheim-Dieselmotor mit 180 PS eingebaut, für den der Heckspiegel um vier Meter verlängert werden musste, und der auf eine Schraube wirkte. Als Fischereifahrzeug bestand die Besatzung aus 42 Mann, für die 35 Dories an Deck gestapelt werden konnten.

## Geschichte

### Portugiesisches Fischereifahrzeug
Ab 1901 war die Gazela Primeiro Teil der „Weißen Flotte“ Portugals, der Frota Branca und wurde vor allem auf der fischreichen Neufundlandbank eingesetzt. Im April/Mai eines Jahres segelte sie zusammen mit – manchmal mit bis zu 40 – weiteren Fischereischiffen nach Labrador. Dabei war sie mit 300 Tonnen Salz beladen, die für das spätere Salzen der gefangenen Fische und zugleich als Ballast dienten. Bis in den Herbst fischte sie vor allem Kabeljau, der von den Dories mit Langleinen gefangen und an Bord des Schiffes gesalzen wurde. Die Fangreise dauerte in der Regel bis etwa Oktober, nach der Rückkehr lagen die Schiffe im Hafen, wurden über den Winter gewartet und neu ausgerüstet.
In der zweiten Hälfte der 1930er Jahre waren die Bestände auf der Neufundlandbank schon überfischt, so dass die „Weiße Flotte“ in die Davisstraße zwischen der Baffininsel und Grönland ausweichen musste. Um den dort vorherrschenden Winden besser begegnen zu können, erhielt die Gazela Primeiro 1938 in Setúbal einen 180-PS-Dieselmotor der Motorenwerke Mannheim (MWM). Nach fast 70 Jahren Dienst auf See startete die Gazela Primeiro am 25. Mai 1969 zu ihrer letzten Fangreise, von der sie am 25. Oktober nach Lissabon zurückkehrte. Anschließend wurde das Schiff dort aufgelegt.

### Amerikanisches Museumsschiff und Schulschiff
Im gleichen Jahr suchte das Philadelphia Maritime Museum nach einem Segelschiff und kaufte die Gazela Primeiro im folgenden Jahr. Die Barkentine erreichte Philadelphia nach einer sechswöchigen Reise am 8. Juli 1971 und erhielt den verkürzten Namen Gazela, obgleich sie zur Unterscheidung häufiger auch als Gazela of Philadelphia bezeichnet wurde. Freiwillige erneuerten das Schiff sukzessive und seit 1976 nimmt das Schiff an Windjammertreffen teil. Den Anfang macht die Operation Sail ‘76, gefolgt unter anderem von der Teilnahme an der Jacques-Cartier-Regatta 1984 in Quebec, der Operation Sail 2000 oder der Teilnahme an den Schonerregatten an der US-Ostküste seit 2008. 1985 übergab das Museum das Schiff an die zwischenzeitlich gegründete Philadelphia Ship Preservation Guild, die die Gazela seitdem als Museumsschiff und Schulschiff betreibt.

## Trivia
Die Gazela wurde mehrfach als Kulisse für Kinofilme genutzt – so zum Beispiel 1994 für Interview mit einem Vampir oder 1999 für Die Witwe von Saint-Pierre.

## Weitere erhaltene Fahrzeuge der „Weißen Flotte“
- Creoula: Schulschiff der portugiesischen Marine
- Santa Maria Manuela: ziviles Schul- und Charterschiff
- Argus: seit 1985 Polynesia, seit 1984 Auflieger in Aveiro
- Gil Eannes: Museumsschiff in Viana do Castelo